# Hobrink

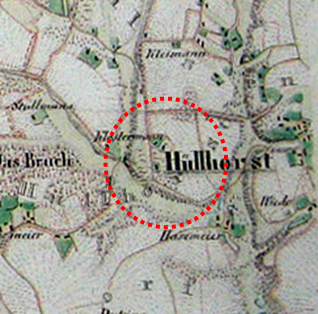
Das Hobrinkgebiet im Jahre 1837. Zu dieser Zeit gab es offensichtlich nur drei Hofstellen. Der Verlauf der Straße entspricht dem heutigen.

Der Hobrink (stets mit Artikel) ist ein Dorf in der Gemeinde Hüllhorst im Kreis Minden-Lübbecke.
Der Hobrink ist kein eigener Ortsteil, sondern bildet den westlichen Eckpfeiler der Altgemeinde (heute des Gemeindeteils) Hüllhorst, an der Grenze zu den Altgemeinden Ahlsen-Reineberg im Norden und Büttendorf im Süden. Der Hobrink besteht aus nur einer 500 Meter langen Straße gleichen Namens die vom Nachtigallental, genauer gesagt von der Alten Straße in einem spitzen Winkel auf einer Höhe von 107 m ü. NN abzweigt, zunächst westwärts, dann nordwärts auf eine Höhe bis auf 114 m ü. NN heraufführt. Die Straße, damit das Dorf, endet formal mit der Einmündung des Triftenweges auf etwa 120 m ü. NN. Oft wird jedoch der nördlich davon gelegene Hof Schütte noch mit zum Dorf gerechnet. Am nördlichen Dorfende befindet sich ein stattlicher Hof, der mittlerweile einzige landwirtschaftliche Vollerwerbsbetrieb der Siedlung. Auf dem Hobrink befindet sich ein für die Landesvermessung wichtiger trigonometrischer Punkt an einem mittlerweile abgebrannten Haus (Höhe 114).
Neben der Landwirtschaft, die neben etwas Rindviehhaltung vor allem Schweinezucht und den Anbau von Getreide betreibt, ist der Dienstleistungssektor mit einem Fensterreinigungsbetrieb von Bedeutung. Ein für mehrere Jahre florierender Gartenbaubetrieb hat Ende der 1990er Jahre seinen Betrieb eingestellt.
Die meisten Einwohner sind Pendler, die außerhalb des Dorfes einer Erwerbstätigkeit nachgehen.
Der Hobrink liegt noch innerhalb des Naturparks Nördlicher Teutoburger Wald-Wiehengebirge, dessen Südgrenze hier im Zuge genannter Alten Straße verläuft.

## Kultur
Ein Höhepunkt im Jahreslauf bildet das Hochtreiben der Rinder von der Sommerweide in die Stallungen des Bauernhofs, wobei die gesamte Dorfjugend dem Bauern dabei hilft.

## Name
Der Hobrink hat seinen Namen vermutlich aufgrund des Eindrucks einer vergleichsweise hohen Lage, wenn man sich von Süden nähert. Brink ist ein gemeingermanisches Wort, das in geographischen Namen seit dem Frühmittelalter eine leicht erhöhte Stelle einen Rand oder eine Küste bezeichnete. Der Brink war in Nord- und Nordostdeutschland in vielen Dörfern eine leicht erhöhte Stelle in der Nähe des Dorfes, was fraglos auch für den Hobrink zutreffend ist. Diese Siedlungsstellen waren vom Boden her minderwertig und lagen meistens ungeschützt – dies trifft für den Hobrink allerdings weniger zu, denn die Ackerfluren um den Hobrink sind hochwertig. Bezeichnenderweise besitzen auch viele Berge im nahen Wiehengebirge den Satzteil -brink im Namen (Heidbrink, Kniebrink, Wurzelbrink u. a.). Daher sagt man angesichts der im Vergleich zum übrigen Gemeindegebiet vermeintlich hohen Lage beispielsweise weniger „Er wohnt in Hobrink“, oder „in dem Hobrink“ als vielmehr „Er wohnt auf dem Hobrink“.

Koordinaten: 52° 17′ N, 8° 40′ O